# Lanzia coracina
Lanzia coracina är en svampart som först beskrevs av Durieu & Lév., och fick sitt nu gällande namn av Spooner 1981. Lanzia coracina ingår i släktet Lanzia och familjen Rutstroemiaceae.   Inga underarter finns listade i Catalogue of Life.